# ۱۶۶۸ (میلادی)

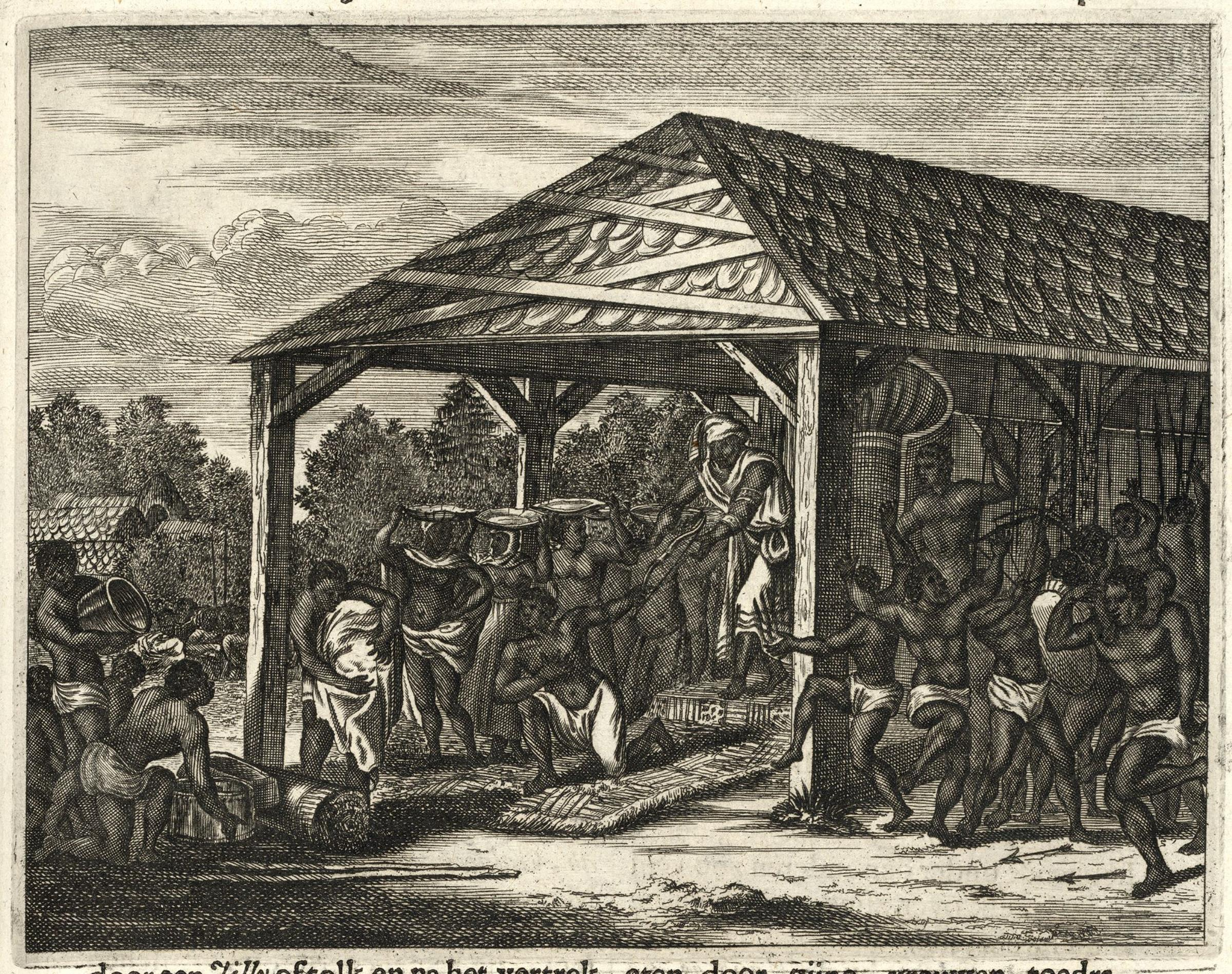
پذیرایی توسط پادشاه Kquojas در کیپ مونت. دکتر اولفرت داپر (1636-1689) پس از سال 1663 تعداد زیادی کتاب منتشر کرد. او تاریخ شهر آمستردام را نوشت و اولین ترجمه هلندی هرودوت را ارائه کرد. اما او به‌ویژه به‌خاطر توصیف‌های فراوانش از سرزمین‌های بیگانه که از منابع مختلف گردآوری می‌کرد، بدون دیدن کشورهایی که درباره‌اش برای خود نوشته بود، مشهور است. این بشقاب از توصیف آفریقا گرفته شده است. این تصویر نشان می دهد که چگونه پادشاه از مهمانان خود در "simamoë" خود، یک اتاق پذیرایی، پذیرایی می کند، در حالی که زنان غذا می آورند.

۱۶۶۸ (میلادی) هزار و ششصد و شصت و هشتمین سال تقویم میلادی است.

## زادگان
- ۸ سپتامبر – ژورو باگلیوی، فیزیک‌دان ایتالیایی (د. ۱۷۰۷)
- ۲۳ ژوئن – جووانی باتیستا ویکو، فیلسوف ایتالیایی (د. ۱۷۴۴)